# Michel Yost
Michel Yost (Parigi, 1754 – Parigi, 5 luglio 1786) è stato un clarinettista, compositore e insegnante francese di discendenza svizzera.

## Biografia
Dopo aver studiato clarinetto sotto la guida di Joseph Beer, nel 1777 fece la sua prima apparizione in pubblico ai Concert Spirituel di Parigi.
Yost fu uno dei primissimi clarinettisti francese ad esibirsi come solista e fu ampiamente ammirato dai contemporanei per la bellezza della sua musica e per le sue precise esecuzioni. Egli si esibì in ben 38 apparizioni ai Concert Spirituel nel 1781 e tra il 1783 e il 1786, suonando spesso i propri concerti.
Sebbene egli non avesse ricevuto alcun insegnamento formale in composizione, riusciva con facilità a scrivere gradevoli melodie e brillanti fioriture, le quali venivano spesso revisionate e scritte in partitura dall'amico Johann Christoph Vogel (nonostante in gran parte furono pubblicate solo sotto il nome di Yost).
Seguendo le orme del proprio maestro Beer fu anch'egli insegnante di clarinetto e tra i suoi allievi ebbe il famoso clarinettista svizzero Jean-Xavier Lefèvre.

## Composizioni
- Concerti per clarinetto e orchestra:
  - Concerto n. 1
  - Concerto n. 2 in si bemolle magg.
  - Concerto n. 3 in si bemolle magg.
  - Concerto n. 4
  - Concerto n. 5 in mi bemolle magg.
  - Concerto n. 6
  - Concerto n. 7 in si bemolle magg. (realizzato in collaborazione con J.C. Vogel)
  - Concerto n. 8 in mi bemolle magg. (realizzato in collaborazione con J.C. Vogel)
  - Concerto n. 9 in si bemolle magg. (realizzato in collaborazione con J.C. Vogel)
  - Concerto n. 10 in si bemolle magg. (realizzato in collaborazione con J.C. Vogel)
  - Concerto n. 11 in si bemolle magg. (realizzato in collaborazione con J.C. Vogel)
  - Concerto n. 12 in si bemolle magg. (realizzato in collaborazione con J.C. Vogel)
  - Concerto n. 13 (realizzato in collaborazione con J.C. Vogel)
  - Concerto n. 14 in mi bemolle magg. (realizzato in collaborazione con J.C. Vogel)
- Duo Concertante per 2 clarinetti
- 12 Grandi soli o Studi
- Airs variés
- Dui in op. 1, 2, 3, 4 e 7
- 6 dui op. 5
- 6 dui op. 6
- 6 dui op. 8 per clarinetto e violino
- 6 dui op. 9 per clarinetto e violino
- 6 dui op. 10
- 6 duetti op. 12
- 3 trii per flauto, clarinetto e fagotto
- 3 trii per 2 clarinetti e violoncello
- 3 trii per clarinetto, violino e violoncello
- Airs variés per clarinetto, viola e violoncello
- 5 quartetti (realizzati in collaborazione con J.C. Vogel)
- 6 quartetti in op. 1, 2, 3, 4, 5 e 6 (realizzati in collaborazione con J.C. Vogel)